# La Vernelle
La Vernelle är en kommun i departementet Indre i regionen Centre-Val de Loire i de centrala delarna av Frankrike. Kommunen ligger i kantonen Valençay som tillhör arrondissementet Châteauroux. År 2022 hade La Vernelle 799 invånare.

## Befolkningsutveckling
Antalet invånare i kommunen La Vernelle
Referens:INSEE